# El dragón renacido
El dragón renacido (en inglés: The Dragon Reborn) es una novela de fantasía del escritor estadounidense Robert Jordan, la tercera de su serie La rueda del tiempo. Fue publicada por Tor Books y publicada originalmente el 15 de septiembre de 1991. El dragón renacido consta de un prólogo y 56 capítulos. En castellano, la Editorial Planeta relanzó El dragón renacido en dos libros separados, Camino a Tear y El Pueblo del Dragón.

## Resumen de la trama

### De las Montañas de la niebla a Tear
Rand al'Thor, habiendo sido declarado el Dragón Renacido por Moraine Damodred, secretamente va a Tear para probarse a sí mismo como tal. En el camino es perseguido por sabuesos del Oscuro y amigos siniestros. Después de irse en secreto, Moraine, Lan y Perrin le siguen el paso de cerca. Rand deja en su camino un patrón de bodas y eventos extraños por su naturaleza ta'veren. Perrin se encuentra con un guerrero Aiel que fue capturado y se encuentra encerrado en una jaula. Él lo libera, ganándose la amistad del Aiel Gaul, que acompañará a Perrin en sus viajes futuros. Este evento es presenciado por una cazadora del cuerno, Zarina "Faile" Bashere, quien se une al grupo después.
Durante la travesía, Moraine descubre que el renegado Sammael gobierna en Illian.

### De Tar Valon a Tear
Mat Cauthon es llevado a Tar Valon por Verin Mathwin, Nynaeve al'Meara, Egwene al'Vere, Elayne Trakand y Hurin. Inmediatamente después de llegar a Tar Valon, Hurin parte para informar al rey Easar en Shienar. La Sede Amyrlin, Siuan Sanche, envía a Nynaeve, Egwene, y más tarde a Elayne, a la caza del Ajah Negro, y por lo tanto a Tear.
En la Torre Blanca, a través del uso de un sa'angreal de las Aes Sedai, Mat es curado de la influencia corruptora de la daga de rubí de Shadar Logoth. Una vez curado, Mat derrota a Galad Damodred y Gawyn Trakand en un duelo con espadas de práctica, usando un bastón. Esto le gana suficiente dinero para apostar y escapar de Tar Valon; a lo que Elayne confía a Mat una carta para su madre, la reina Morgase. Mat encuentra a Thom Merrilin, y juntos viajan a Andor, donde Mat entrega la carta y descubre un complot del amante de la reina Morgase, Lord Gaebril, para asesinar a Elayne. Para evitar ese asesinato, Mat persigue a los asesinos a Tear.

### La ciudadela de Tear
En Tear, Nynaeve, Egwene y Elayne son traicionadas por Juilin Sandar (bajo la influencia de Liandrin) y entregadas al Ajah Negro. Son encarceladas en la ciudadela de Tear, de donde son rescatadas por Mat y Juilin. Faile cae en una trampa destinada a Moraine, y Perrin arriesga su vida para rescatarla. Rand y el renegado Be'Lal se baten a duelo en la ciudadela de Tear, hasta que Moraine mata a Be'Lal con fuego compacto. Ba'alzamon deja inconsciente a Moraine y ataca a Rand, con lo cual Rand toma a Callandor (el sa'angreal más poderoso), y aparentemente mata a Ba'alzamon; pero Moraine sostiene que el Oscuro, que no tiene cuerpo tangible, no está representado por el hombre muerto. Egwene, recordando una profecía, en cambio, deduce que el cadáver es posiblemente Ishamael, Jefe entre los renegados. Los Aiel en Tear conquistan la ciudadela en lealtad a Rand.

## Comentarios adicionales
Entre los libros de La rueda del tiempo, El dragón renacido es único ya que solo tiene un puñado de capítulos contados desde el punto de vista de Rand al'Thor. En cambio, casi todos los capítulos se cuentan desde la perspectiva de sus amigos y aliados mientras corren para alcanzarlo y ayudarlo. Esto es inusual: Rand es el protagonista de la serie y, como El dragón renacido, es el personaje principal de este libro. Sin embargo, aunque se cuentan pocos capítulos desde su punto de vista, su presencia en la trama es omnipresente; todos los personajes principales del libro están tratando de ayudarlo o están trabajando en su contra.